# Layzie Bone
Layzie Bone, artiestennaam van Steven Howse, andere pseudoniemen L-Burna, # 1 Assassin en Lil' Lay (Cleveland (Ohio), 23 september 1975), is een Amerikaans rapper.
Hij maakt deel uit van de rapgroep Bone Thugs-N-Harmony. Na een wat onstuimige jeugd op de straat met drugs, overvallen en de gevangenis ontmoette hij Wish Bone (zijn neef).
Toen hij terugkwam naar Cleveland vertelde hij Krayzie Bone, Bizzy Bone, en Wish Bone over het concept van Bone Thugs N Harmony. Later kwam zijn broer Flesh-N-Bone erbij.
Layzie Bone heeft zeven kinderen, van wie er inmiddels twee overleden zijn. Hij is getrouwd met Mo Thugs-lid Felecia Lindsey-Howse.
- International Standard Name Identifier: 0000 0000 4539 6679
- Library of Congress Control Number: no2003119394
- MusicBrainz: 89933299-e8e8-475d-9ff4-100accfcb298
- Virtual International Authority File: 9545111